# Gibeon (Namibia)
Gibeon è una città della Namibia, capitale dell'omonimo distretto elettorale nella regione dell'Hardap. Ha una popolazione di circa 3 000 abitanti.

## Geografia fisica
La città si trova nella parte centrale della Namibia, a 160 chilometri a nord di Keetmanshoop, ad un'altezza di 1170 metri sul livello del mare.

## Storia
Gibeon, originariamente conosciuta con il nome di Khaxa-tsûs, prese il nome da Kido Witbooi, primo capo tribù dei ǀKhowesin, una sotto-tribù degli Orlam, il quale, accompagnato dai suoi seguaci, giunse in quella zona nel 1850 circa e vi fondò la Società Missionaria renana, che successivamente diverrà nota con il nome di  Witbooi Nama.

## Meteorite
La città è famosa per la scoperta di un antico meteorite caduto nella preistoria, scoperto nel 1838 e noto come meteorite Gibeon. Appena prima di colpire la Terra, il meteorite si frantumò in tanti pezzi; sono state trovate circa 26 tonnellate di materiale meteoritico. Parte di esso è in mostra nella capitale della Namibia, Windhoek.